# Krzysztof Magallanes Jara
Krzysztof Magallanes Jara, Cristóbal Magallanes Jara (ur. 30 lipca 1869 w Totatiche, zm. 25 maja 1927 w Colotlán w stanie Jalisco) – święty Kościoła katolickiego, ksiądz, ofiara prześladowań antykatolickich zapoczątkowanych w okresie rewolucji meksykańskiej, męczennik, misjonarz ludowy. Jego życie związane było z miejscem urodzenia i archidiecezją guadalajarską.

## Życiorys
Urodził się 30 lipca 1869 r. w rodzinie wieśniaczej na ranczo San Rafael w miejscowości Totatiche, w stanie Jalisco w środkowo-zachodnim Meksyku. W wieku 19 lat wstąpił do Seminarium duchownego w stolicy stanu i archidiecezji, Guadalajara. Wyświęcony na prezbitera 17 września 1899 r. w kościele Santa Teresa w Guadalajarze. Po święceniach pozostał w stolicy stanu. Pełnił funkcję kapelana i zastępcy dyrektora szkoły artystyczno-rzemieślniczej pw. Ducha Świętego. 
W 1910 r. został mianowany proboszczem swojej rodzinnej parafii w Totatiche. Poza duszpasterstwem, prowadził działalność społeczną. Wspierał rozwój rolnictwa, np. wprowadził nawadnianie pól dzięki budowie tamy Candelaria. Założył kilka szkół podtstawowych, zespół muzyczny, otworzył hospicjum w Azqueltán, a także dom opieki dla osób starszych. Prowadził działalność misyjną wśród Indian Huiczoli. 
W swojej działalności apostolskiej szczególny nacisk kładł na propagowanie miłości bliźniego. Po zamknięciu przez władze państwowe seminarium duchownego w Guadalajarze stworzył w swojej parafii małe tajne seminarium, które wydało szereg księży, m.in. zabitego razem z nim ks. Agustín Caloca, również kanonizowanego.
31 lipca 1926 roku władze Meksyku wydały dekret o zawieszeniu publicznego kultu, zabroniono sprawowania Mszy św. w kościołach. Zagranicznych księży wydalono, prywatne szkoły prowadzone przez katolików uznano za nielegalne i zamknięto, zlikwidowano także wiele organizacji charytatywnych należących do Kościoła.
Ks. Krzysztof Maggallanes kontynuował celebracje po kryjomu na terenie parafii. Aresztowany 21 maja 1927 r. gdy jechał do jednej z kaplic. W okolicy wybuchła strzelanina pomiędzy Cristeros i siłami federalnymi dowodzonymi przez generała Francisco Goñi. Został aresztowany i przewieziony do Totalice, a następnie do centrum gminnego w Momax, w stanie Zacatecas. Tego samego dnia aresztowano także rektora tajnego seminarium Totatiche, księdza Agustína Calocę. Oskarżony o współpracę z powstaniem, proboszcz przedstawił opublikowany przez siebie wcześniej artykuł, w którym nawoływał swoich parafian do zachowania spokoju: „Religii nie szerzy sie i nie należy jej strzec za pomocą broni. Ani Jezus Chrystus, ani Apostołowie, ani Kościół nie używali w tym celu przemocy. Bronią Kościoła jest przekonywanie i perswazja za pomocą słowa”.

Został rozstrzelany rankiem 25 maja bez formalnego wyroku sądu na dziedzińcu urzędu gminnego Momax, za sprawowanie funkcji kapłańskich. Przed egzekucją do księdza Augustyna Caloca skierował słowa pociechy: 

Bądź spokojny, synu, to tylko chwila, a potem niebo

Dwaj księża udzielili sobie rozgrzeszenia sakramentalnego. Oczekując na egzekucję ksiądz Magallanes rozdzielił to, co miał wśród żołnierzy plutonu dowodzonego przez porucznika Enrique Medinę. Skierował też do obecnych słowa: 

„Jestem i umieram niewinny. Z całego serca przebaczam sprawcom mojej śmierci i proszę Boga, aby moja krew służyła pokojowi podzielonych Meksykanów”.

Pochowany w Colotlán (stan Zacatecas). Jego szczątki zostały ekshumowane i przeniesione z Colotlán do parafii Totatiche w Jalisco.
Zapamiętany został z kultu do Matki Bożej, propagowania modlitwy różańcowej i troski o powołania kapłańskie.

## Proces beatyfikacyjny i kanonizacyjny
Krzysztof Magallanes Jara jest jednym z 25 zamordowanych i wyniesionych na ołtarze męczenników.

Proces informacyjny męczenników okresu prześladowań Kościoła katolickiego w Meksyku na etapie lokalnych diecezji, toczył się w latach 1933–1988. Krzysztof Magallanes Jara beatyfikowany został 22 listopada 1992 w grupie z 24 towarzyszami, spośród których 21 było kapłanami, a 3 osobami świeckimi ofiarami prześladowań Kościoła katolickiego i wiary katolickiej, kanonizowany przez tego samego papieża Jana Pawła II 21 maja 2000 r. na Placu Świętego Piotra w Watykanie. W czasie Mszy św. papież w swojej homilii o wyniesionych na ołtarze Meksykanach powiedział:

Wszyscy dobrowolnie i spokojnie przyjęli męczeństwo jako świadectwo swej wiary, publicznie przebaczając swoim prześladowcom.

Grupa męczenników uznana została za ofiary nienawiści do wiary (łac.) odium fidei.

## Kult
Szczątki Krzysztofa Magallanesa Jara zostały przeniesione do kościoła parafialnego w Totatiche, które jest miejscem jego  kultu. Atrybutem świętego jest palma męczeństwa. Dniem w którym wspominany jest w Kościele katolickim jest dies natalis (25 maja), zaś od kanonizacji decyzją Jana Pawła II grupa wspominana jest 21 maja.